# بتا-کربولین
بتا-کربولین (به انگلیسی: Beta-Carboline) با فرمول شیمیایی C۱۱H۸N۲ یک ترکیب شیمیایی با شناسه پاب‌کم ۶۴۹۶۱ است. که جرم مولی آن ۱۶۸٫۲ g/mol می‌باشد. 